# Der Grenzwolf
Der Grenzwolf (Originaltitel Borderline; Alternativtitel Borderline (Die Grenzlinie)) ist ein US-amerikanisch-mexikanischer Spielfilm des Regisseurs Jerrold Freedman. In der Hauptrolle ist Charles Bronson zu sehen.

## Handlung
Jeb Maynard arbeitet in Kalifornien an der mexikanischen Grenze bei der United States Border Patrol. Eines Nachts wird sein Kollege Scooter Jackson bei der Kontrolle eines Lastkraftwagens, in dem illegale Einwanderer geschmuggelt werden, von dem Schmuggler Hotchkiss erschossen. Dabei wird auch der mexikanische Junge Benito getötet, der zu seiner Mutter Elena wollte, die in La Jolla arbeitet. Das FBI geht davon aus, dass es bei den Morden um Drogenschmuggel ging und stellt die Ermittlungen ein, nachdem der LKW mit dem toten Fahrer aufgefunden wird.
Maynard hingegen ermittelt weiter und kann Elena dazu überreden, mit ihm nach Mexiko zu gehen, um von dort illegal mit einer Schmugglergruppe die Grenze zu überqueren. Er hofft, so auf die Spur des Mörders zu kommen. Allerdings geht sein Plan nicht auf, weil die Gruppe überfallen wird und der Führer sie im Stich lässt. Später kommt sein Kollege Jimmy Fante den Schmugglern auf die Spur und Maynard findet heraus, dass die Bande über die Weihnachtsfeiertage insgesamt 2000 Mexikaner, verteilt auf mehrere Gruppen, ins Land schmuggeln will. Gemeinsam mit seinen Kollegen stürmt er die von den Schmugglern als Hauptquartier genutzte Farm, und im Laufe der Nacht nehmen sie die einzelnen Gruppen in Empfang und verhaften die Schmuggler. Hotchkiss, der die letzte Gruppe führte, kann sich der Verhaftung entziehen und flieht, verfolgt von Maynard, in seinem Auto. Als sein Wagen stecken bleibt, flieht er zu Fuß weiter. Maynard kann ihn stellen, und als Hotchkiss auf ihn schießt, schießt er zurück und tötet Hotchkiss in Notwehr.

## Hintergrund
Der Grenzwolf wurde in Kalifornien in East Los Angeles, San Diego, Ventura und in den San Ysidro Mountains sowie in Mexiko in Mexicali gedreht. Der Film kam in den Vereinigten Staaten am 31. Oktober 1980 in die Kinos. In der DDR wurde er am 4. Juni 1982 unter dem Titel Borderline (Die Grenzlinie) veröffentlicht, in der Bundesrepublik am 31. Mai 1985.

## Besetzung und Synchronisation
Die DDR-Synchronisation entstand im DEFA-Studio für Synchronisation unter der Dialogregie von Gerhard Paul nach einem Dialogbuch von Eva Weise.
| Darsteller        | Sprecher DDR-Synchronisation | Sprecher BRD-Synchronisation | Rolle                  |
| ----------------- | ---------------------------- | ---------------------------- | ---------------------- |
| Charles Bronson   | Dietmar Richter-Reinick      | Michael Chevalier            | Jeb Maynard            |
| Karmin Murcelo    | Katharina Lind               | Barbara Ratthey              | Elena Morales          |
| Bruno Kirby       | Bernd Schramm                | Tobias Meister               | Jimmy Fante            |
| Bert Remsen       | Wolfram Handel               | Hermann Ebeling              | Carl J. Richards       |
| Michael Lerner    | Horst Lampe                  | Helmut Krauss                | Henry Rydell           |
| Kenneth McMillan  | N. N.                        | Jochen Schröder              | Malcolm Wallace        |
| Ed Harris         | Joachim Siebenschuh          | Wolfgang Condrus             | Hotchkiss              |
| Enrique Castillo  | Thomas Wolff                 | Jürgen Kluckert              | Arturo                 |
| Wilford Brimley   | Gerd Ehlers                  | Gerd Duwner                  | Scooter Jackson        |
| Norman Alden      | Helmut Schellhardt           | Heinz Theo Branding          | Willie Lambert         |
| James Victor      | Manfred Richter              | Andreas Mannkopff            | Mirandez               |
| John Ashton       | Carl-Hermann Risse           | Hans Nitschke                | Charlie Monroe         |
| Lawrence P. Casey | Jörg Knocheé                 | Knut Reschke                 | Andy Davis             |
| Charles Cyphers   | Gerd Blahuschek              | Manfred Petersen             | Ski                    |
| Luis Contreras    | Dieter Zöllter               | Hans-Jürgen Wolf             | Bandit                 |
| Murray MacLeod    | Frank-Otto Schenk            | Detlef Bierstedt             | FBI-Agent              |
| Eduardo Ricard    | Walter Wickenhauser          | Friedrich Georg Beckhaus     | Mexikanischer Polizist |
| Rodger LaRue      | N. N.                        | Manfred Petersen             | Reporter               |

## Kritiken
„Eine unoriginelle, vereinfachende Variante des weitaus gelungeneren Genrefilms ‚Grenzpatrouille‘ von Tony Richardson, die den politischen und menschlichen Dimensionen des Themas nicht genügt.“

„[...] obwohl versucht wird, sich ernsthaft mit dem Problem der illegalen Einwanderung in die USA auseinander zu setzen, versandet ‚Der Grenzwolf‘ im Mittelmaß – vor allem im Vergleich mit dem ähnlich gearteten ‚Grenzpatrouille‘ (mit Jack Nicholson).“